# Les Cargos du crépuscule
Les cargos du crépuscule est la quatrième histoire de la série Gil Jourdan de Maurice Tillieux. Elle est publiée pour la première fois du no 1113 au no 1137 du journal Spirou. Puis est publiée sous forme d'album en 1961.

## Univers

### Synopsis
Un détenu, Jo-la-seringue, s'évade de la prison de Morbœuf, en faisant preuve de capacités physiques plutôt anormales : il aurait sauté le mur de la prison, haut de dix mètres, d'un seul bond. À Paris, Crouton, invité chez Jourdan, est appelé en urgence pour protéger Samson Loucq, l'avocat de Jo, que celui-ci avait menacé de mort à la fin de son procès. Jourdan prend Crouton de vitesse, et propose à Loucq ses services, alors que Jo se rapproche de Paris. Loucq éconduit Jourdan, disant que la police suffira à le protéger ; Crouton ne peut malheureusement pas empêcher Jo d'enlever Loucq. Jourdan et Libellule, qui étaient restés pour surveiller, suivent en voiture le détenu : celui-ci, à pied, arrive à les distancer, et ils ont un accident qui immobilise la voiture.
Jourdan, intrigué par l'attitude précédente de Loucq, retourne à la villa de l'avocat. Il est assommé et enlevé lui aussi. Revenu à lui, il arrive difficilement à échapper à son ravisseur, qui avait reçu l'ordre de se débarrasser de lui, en provoquant un accident. Jourdan, remis de ses émotions, se souvient d'avoir entendu le mot "contrat" durant son évanouissement. Il lance Libellule à la recherche d'un contrat d'assurance. Un corps méconnaissable et sans vie, munis des papiers de Loucq, est retrouvé sur une voie de chemin de fer. C'est à ce moment qu'un individu, prétendant être Loucq et bien en vie, demande à rencontrer Jourdan à la clinique du docteur Join. Jourdan se retrouve enfermé dans une chambre froide, et s'en sort à nouveau in extremis grâce à Crouton.
Celui-ci lui explique que Francis Join était le médecin de Jo-la-seringue en prison, et qu'il l'avait opéré durant sa détention. Il lui présente également Jean Lenoir, assistant de Join, qui n'est autre que l'individu ayant attenté à la vie de Jourdan par deux fois. C'est à ce moment que Queue-de-Cerise trouve la compagnie d'assurance ayant assuré la vie de Samson Loucq. Le bénéficiaire n'est autre que le docteur Join, mais celui-ci a déjà empoché l'argent.
Grâce à un papier possédé par Lenoir, Jourdan, Libellule et Crouton retrouvent la trace de Join à Quillebeuf, près du Havre, dans une péniche. Ils s'y rendent et réussissent à trouver le bateau dans un chantier de démolition, dont le nom donne son titre à l'album. Pressentant une présence, Jourdan arrive à assommer Join, puis à capturer son complice : Samson Loucq après un combat dans la boue. Une fois revenu au commissariat, ce dernier passe aux aveux : il a entraîné Jo dans une combine montée par lui et Join. Join, biologiste aux recherches méconnues, pouvait doter des êtres vivants d'une force musculaire supérieure à la normale sur certains muscles. Loucq et Join, contre une promesse d'une part de l'assurance-vie de Loucq, ont convaincu Jo de menacer son avocat de mort, puis de faire semblant de l'enlever. Jo a ensuite été tué pour faire croire à la mort de Loucq, mais le contrat d'assurance a été oublié chez Loucq. Lenoir était chargé de le récupérer, mais Jourdan a été le grain de sable venu gripper cette machination. La compagnie d'assurances, ravie d'avoir récupéré son argent, verse une prime à Jourdan en remerciement.
Un des albums les plus sombres, avec un meurtre crapuleux et une touche de fantastique, et des ambiances portuaire et de marine fluviale dépeintes avec maestria par Tillieux.

### Personnages
- Gil Jourdan
- Libellule
- Jules Crouton
- Queue-de-Cerise
- Jo la seringue, prisonnier évadé
- Samson Loucq, avocat de Jo
- Francis Join, docteur en biologie
- Jean Lenoir, assistant de Join

### Voitures remarquées

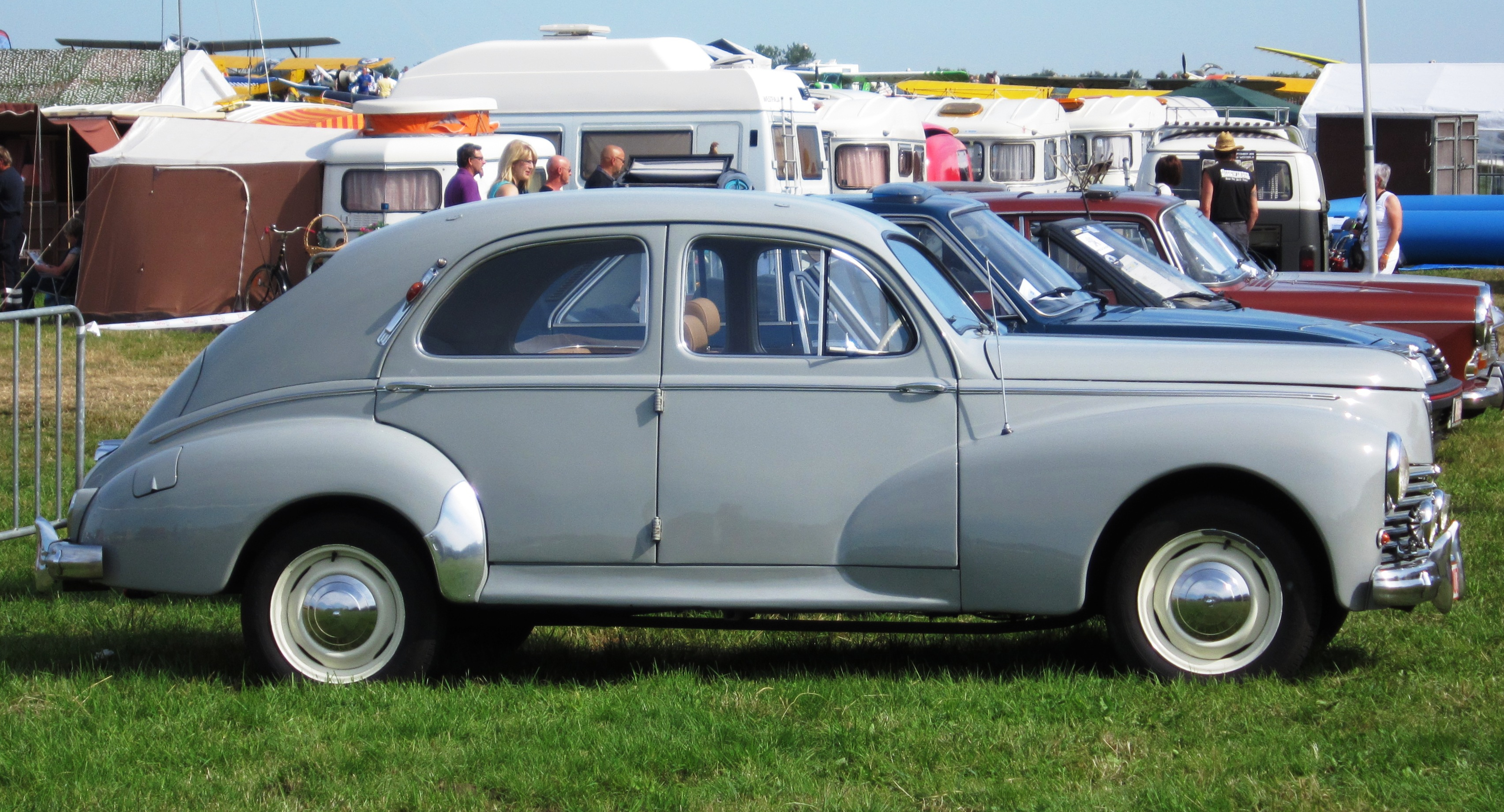
Une Peugeot 203

- Renault Dauphine, voiture de Jourdan
- Citroën Traction Avant, voiture de Crouton
- Peugeot 203[1], voiture de Jean Lenoir
- Peugeot 403
- Citroën DS

### Réplique
Loucq et Jourdan se battent entre les péniches à Quillebœuf.
- Crouton : "Ils se battent dans la vase !"

- Libellule : "J'ai un cousin teinturier qui donnerait une fortune pour voir ça !"

### Localité
Quillebœuf, situé près du Havre, doit être Quillebeuf-sur-Seine. Quant à Morbœuf, il s'agit peut-être de la commune de Marbeuf, dans l'Eure.

## Publication

### Revues
Les planches des Cargos du crépuscule furent publiées dans l'hebdomadaire Spirou entre le 13 août 1959 et le 28 janvier 1960 (n°1113 à 1137).

### Album
La première édition de cet album fut publiée aux Éditions Dupuis en 1961 (dépôt légal 01/1961). On retrouve cette histoire dans Enquêtes françaises, le tome 2 de la série Tout Gil Jourdan (Dupuis - 1985), ainsi que dans le tome 1 de la série Gil Jourdan - L'intégrale (Dupuis - 2009).